# Zu unserer Lieben Frau (Frickenhausen)

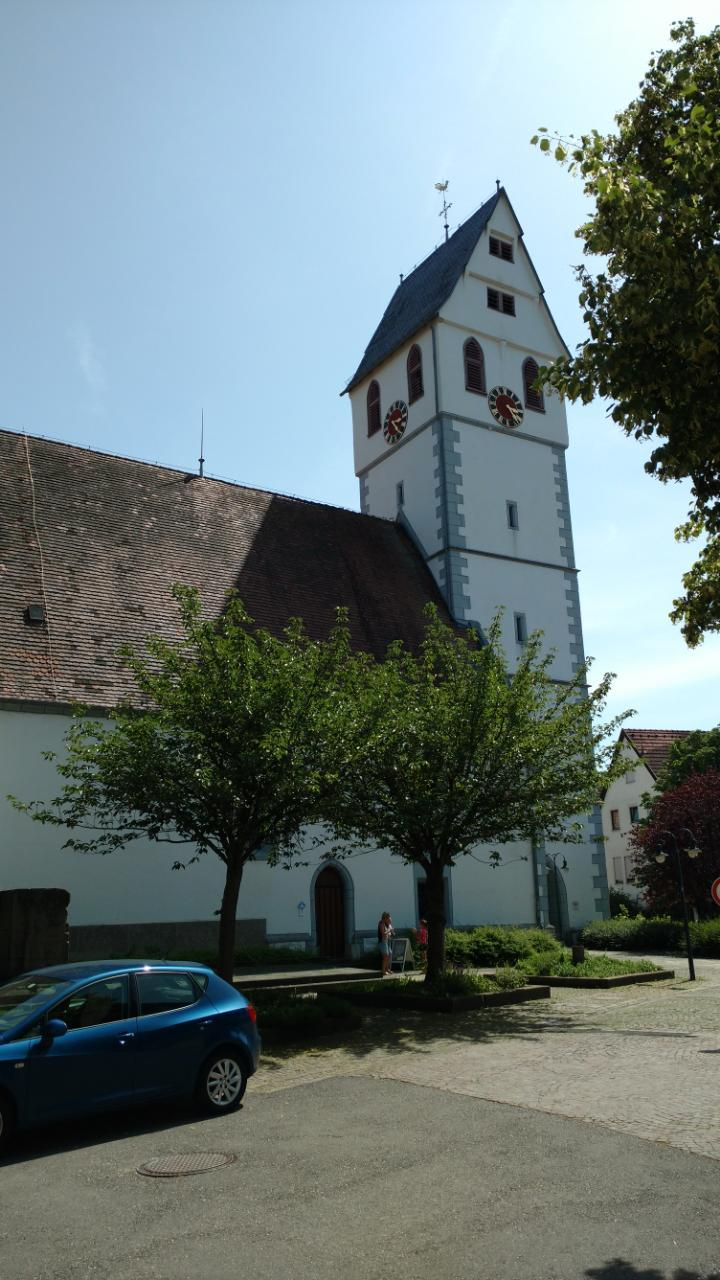
Kirche Frickenhausen

Die evangelische Kirche Zu unserer lieben Frau steht in Frickenhausen im Landkreis Esslingen in Baden-Württemberg. Die Kirchengemeinde gehört zum Kirchenbezirk Nürtingen der Evangelischen Landeskirche in Württemberg. 

## Beschreibung
Leicht erhöht liegt die Kirche im ehemaligen ummauerten Friedhof. Als Vorgängerbau stand an demselben Platz eine kleine Kapelle, die erstmals 1358 nachgewiesen ist und der Gottesmutter Maria gewidmet war. Daher heißt die Kirche bis heute „Zu unserer lieben Frau“. Im Jahr 2010 wurde eine dendrochronologische Untersuchung zur Altersbestimmung durchgeführt. Dabei konnte nachgewiesen werden, wann die Kirche in der jetzigen Größe gebaut wurde. Der älteste Bauteil ist das Langhaus/Kirchenschiff. In den Wintern 1480/81 und 1482/83 wurde das Eichenholz für das Dach geschlagen. Da das Holz schlagfrisch verarbeitet wurde, kann die Fertigstellung des Dachstuhls im Jahr 1482 angenommen werden. Ab 1505 wurde der Turm gebaut, anhand der in der Turmwandung zurückgebliebenen Gerüsthölzer konnte das bestimmt werden. Dieses Holz wurde im Winter 1504/05 geschlagen. An einem der Turmfenster ist die Jahreszahl 1505 zu lesen. Zuletzt wurde dann der Chor an das Kirchenschiff angebaut. Das Holz für den Dachstuhl wurde im Sommer 1513 geschlagen, so dass die Fertigstellung des Chores auf das Jahr 1513/14 datiert werden kann. Zusammengefasst kann damit eine Bauzeit der heute bestehenden Kirche von 1482 bis 1514 als gesichert angenommen werden.
Die Frickenhäuser Kirche war ursprünglich, wie alle Kirchen im Land vor 1534, eine römisch-katholische Kirche. Dies ist noch an den Weihekreuzen im Chor der Kirche abzulesen. Ab 1534 kam die Reformation nach Württemberg, und damit wurde die Kirche evangelisch.
Außergewöhnlich reich ausgestattet ist die Kirche im Innern. Das farbig verzierte spätgotische Netzrippengewölbe im Chor ist mit insgesamt acht Schlusssteinen geschmückt. Sie zeigen von links nach rechts Christus als Weltenrichter – die anbetende Maria – kniend anbetender Johannes der Täufer – Christophorus mit dem Jesuskind auf dem Rücken – den heiligen Valentin, einen Besessenen segnend -die heilige Barbara mit Turm und Kelch – alle Heiligen mit Petrus in der Mitte – den heiligen Wendelin. Den Abschluss der Gewölberippen im Chor bilden zehn farbige Büstenkonsolen der Apostel. Das eichene Chorgestühl aus dem zweiten Jahrzehnt des 16. Jahrhunderts wird dem bekannten Blaubeurener Bildhauer Jörg Fieglin zugeschrieben. Besonders zu beachten sind hierbei die aus dem Holz heraus gearbeiteten Wangen, die mit Traubenbüschel, Widder, Affe, Delphin, Drache, Narr, Lehrjunge, Geselle, Meister, Bürgerin, Bürger, Elefant, Hund, Faun und Weibsteufel geschmückt sind. Bei einer umfangreichen Renovierung im Jahr 1959 wurden einige farbige spätgotische Fresken freigelegt und restauriert.
Von den drei Glocken stammen zwei aus dem 15. Jahrhundert. Die dritte Glocke wurde 1951 von Kurtz in Stuttgart gegossen und von der Bevölkerung mit der Umschrift Zum Gedächtnis unserer Gefallenen, Vermißten und Verschollenen aus dem Weltkrieg 1939 bis 1945 gestiftet.